# Alleanza austro-russa
L'alleanza austro russa fu un trattato siglato tra la Monarchia asburgica e l'Impero russo nel maggio-giugno del 1781.
La Russia era stata in precedenza alleata della Prussia (alleanza russo-prussiana). Ad ogni modo, col tempo, l'attenzione della Russia si era rivolta ad incrementare i propri territori a sud, a scapito dell'ormai decadente Impero ottomano. Invocata da Grigory Potemkin, questa nuova direzione della guerra ridusse il valore strategico della Prussia come alleata della Russia e rese l'Austria un candidato molto più appetibile. L'alleanza russo-prussiana era stata rinnovata nel 1777, ma alla corte imperiale di San Pietroburgo la fazione pro-prussiana di Panin ben presto venne eclissata da quella pro-austriaca di Potemkin. Dopo la morte di Maria Teresa d'Austria, suo figlio Giuseppe II fu più incline a migliorare le relazioni con la Russia ed iniziarono dei negoziati segreti già all'inizio del 1781 portando poi alla firma definitiva dell'alleanza nel maggio e nel giugno di quello stesso anno. L'alleanza russo-prussiana esistette formalmente sino al 1788, ma essa ormai aveva perso di significato con la dichiarazione pubblica dell'alleanza austro-russa che de facto isolò la Prussia sullo scenario internazionale. La conseguenza più importante dell'alleanza austro-russa furono la guerra austro-turca e la guerra russo-turca.
Nel 1790 l'alleanza venne stralciata dal momento che la Russia informò l'Austria che non preferiva interferire nel conflitto austro-prussiano.